# Леда (митология)
Вижте пояснителната страница за други значения на Леда.
Леда (на старогръцки: Ληδα, Ληδη) в древногръцката митология е етолийска принцеса, която става спартанска царица. Митът за нея поражда популярния през Ренесанса мотив в изкуството за „Леда и Лебеда“.

## Семейство
Тя е дъщеря на цар Тестий, а майка ѝ е Левкипа, Деидамия, дъщеря на Периер, Евритима, дъщеря на Клеобея, или Лаофонта, дъщеря на Плеврон. Алкман свидетелства, че нейни родители са Сизиф и Пантейдия или Панейдия.

## Митология
Леда в древногръцката митология е дъщерята на царя на Етолия – Тестий. Тя била съпруга на царя на Спарта – Тиндарей. Имала е четири деца, които били две двойки близнаци с различни бащи: двама братя Кастор и Полидевк и две сестри Клитемнестра и Хубавата Елена (която по-късно става повод за Троянската война). Полидевк и Елена били поколение на безсмъртния Зевс, а Кастор и Клитемнестра – на смъртния съпруг на Леда.
Според легендата Зевс, поразен от красотата ѝ, се явил пред нея в образа на лебед и я обладал, а вечерта тя преспала и със съпруга си Тиндарей. Така две от децата ѝ били полубогове и две – смъртни. Леда има и три други дъщери: Тимандра, Феба и Филоноя.
Друг разказ гласи, че Елена е родена от Немезида, която също е заченала от Зевс, преобразен на лебед. Един овчар намира яйцето и го дава на Леда, която го държи грижливо в сандък, докато се излюпи. След като яйцето се излюпило, Леда осиновява Елена. Зевс също отбелязва раждането на Елена, като създадена в небето, от съзвездието Сириус (на старогръцки: Κύκνος), Лебедът.
При Омир, Леда присъства само като майка на Диоскурите (Кастор и Полидевк), а историята с лебедовото яйце отсъства. В „Илиада“ на Омир се споменава, че Елена поглежда от стените на Троя и се чуди защо не вижда братята си сред троянците. Разказвачът отбелязва, че и двамата са мъртви и са погребани в родината си Лакедемон. По този начин, поне според Омировата традиция, се показва, че братята ѝ са били смъртни.

## В изкуството
Леда и Лебедът и Леда и Яйцето са популярни в изкуството. В посткласическото изкуство тези образи са носители на голямо вдъхновение. „Леда и лебеда“ на Уилям Бътлър е вдъхновен от тези образи. Също така и картината „Леда и хората“, фокусирана върху родителите на Елвис Пресли, се намира в Музея на изкуствата в Смитския университет.

- „Леда и лебеда“, от Паоло Веронезе, около 1523 г.
- „Леда и лебеда“ от Бартоломео Аманати-Барджело
- „Леда и лебеда“ – Винсент Селър

## Други
На Леда е наречена улица в квартал „Надежда IV“ в София (Карта).